# Låter som miljarder
Låter som miljarder är ett musikalbum som släpptes 15 februari 2012 av musikgruppen Bob hund på CD, vinyl och digitalt. Vinylen trycktes i 991 exemplar. Albumet släpptes på Spotify och WIMP den 28 februari 2012.

## Låtlista
| Nr  | Titel                       | Längd |
| --- | --------------------------- | ----- |
| 1.  | Låter som miljarder         | 2:41  |
| 2.  | Harduingetmankandansatill?  | 3:28  |
| 3.  | Vem tror jag att jag lurar? | 4:29  |
| 4.  | Varningsklockorna           | 3:34  |
| 5.  | Darrande varulvshänder      | 2:18  |
| 6.  | Det regnar och brinner      | 4:22  |
| 7.  | Stanna klocka stanna        | 2:55  |
| 8.  | Osmium & Iridium            | 2:55  |
| 9.  | Såå nära                    | 2:54  |
| 10. | Maskerade                   | 5:03  |